# Koi Kaze
Koi Kaze (恋風) é uma mangá de Motoi Yoshida em cinco volumes que foi adaptada para uma série anime de 13 episódios. Conta a história do romance que desponta entre um rapaz de 27 anos e a sua irmã de 15 anos. 
- Título: Koi Kaze
- País: Japão
- Ano: 2004
- Realizador: Omori Takahiro
- Desenho: Kishida Takahiro
- Música: Takumi Masanori, Yoshimori Makoto
- Roteiro: Takagi Noboru
- Episódios: 13
- Duração: 13 x 25 min
- Género: Drama

## Personagens e Vozes
- Akimoto Shōko (Yuzuki Ryouka)
- Chidori Kaname (Okamura Akemi)
- Kohinata Nanoka (Nakamura Yuki)
- Odagiri Kei  (Okano Kousuke)
- Saeki Zensō (Tanaka Ryoichi)
- Saeki Kōshirō (Miyake Kenta)
- Tamaki Ōko (Shimizu Risa)
- Anzai Futaba  (Akesaka Satomi)